# روي ألين (طيار)
روي ألين (بالإنجليزية: Roy Allen)‏ هو طيار أمريكي، ولد في 1918، وتوفي في 1991.